# Classics (album C.C. Catch)
Classics – album kompilacyjny niemieckiej piosenkarki C.C. Catch, wydany we wrześniu 1989 roku przez Hansa Records. Płyta zawiera największe przeboje artystki z lat współpracy z Dieterem Bohlenem. Promowały ją dwa single: „Baby I Need Your Love” (wydany wcześniej, promował zarówno wydany w poprzednim roku album Big Fun, jak i tę kompilację) i „Good Guys Only Win in Movies” (drugie wydanie, tym razem międzynarodowe, wcześniej na singlu ten utwór ukazał się wyłącznie w Hiszpanii i Danii, promując płytę Like a Hurricane).

## Lista utworów

### Wydanie na płycie CD[1]
| Nr  | Tytuł utworu                               | Długość |
| --- | ------------------------------------------ | ------- |
| 1.  | „Back Seat Of Your Cadillac”               | 5:20    |
| 2.  | „Are You Man Enough”                       | 6:03    |
| 3.  | „Good Guys Only Win In Movies”             | 5:42    |
| 4.  | „Midnight Gambler”                         | 3:32    |
| 5.  | „Baby I Need Your Love”                    | 3:05    |
| 6.  | „House Of Mystic Lights (Radio Swing Mix)” | 3:02    |
| 7.  | „Stangers By Night”                        | 3:43    |
| 8.  | „Heartbreak Hotel”                         | 4:55    |
| 9.  | „Soul Survivor”                            | 3:23    |
| 10. | „Heaven And Hell”                          | 5:11    |
| 11. | „Nothing But A Heartache”                  | 3:03    |
| 12. | „Jump In My Car”                           | 3:50    |
| 13. | „Heartbeat City”                           | 3:47    |
| 14. | „I Can Lose My Heart Tonight”              | 3:50    |
| 15. | „’Cause You Are Young”                     | 3:30    |
| 16. | „Summer Kisses”                            | 3:42    |
|     |                                            | 1:05:38 |

- Nagranie 1. („Back Seat Of Your Cadillac”) to wersja maxisinglowa utworu „Backseat of Your Cadillac” z wydania na 12".
- Nagranie 2. („Are You Man Enough”) to wersja maxisinglowa (Long Version – Muscle Mix) tego utworu z wydania na 12".
- Nagranie 3. („Good Guys Only Win In Movies”) to albumowa wersja „maxi” tego utworu wydana wcześniej na płycie Like a Hurricane.
- Nagranie 4. („Midnight Gambler”) to wersja krótka tego nagrania z wydania singla „Soul Survivor” na 7".
- Nagrania 5. („Baby I Need Your Love”), 11. („Nothing But A Heartache”), 13. („Heartbeat City”) i 16. („Summer Kisses”) to wersje albumowe tych utworów wydane wcześniej na płycie Big Fun.
- Nagranie 6. („House Of Mystic Lights (Radio Swing Mix)”) to jedna z dwóch wersji singlowych tego utworu z wydania na 7".
- Nagranie 7. („Strangers By Night”) to krótka, singlowa wersja tego utworu z wydania na 7".
- Nagranie 8. („Heartbreak Hotel”) to wersja maxisinglowa (»Room 69-Mix«) tego utworu z wydania na 12".
- Nagranie 9. („Soul Survivor”) to krótka, singlowa wersja tego utworu z wydania na 7".
- Nagranie 10. („Heaven And Hell”) to długa, maxisinglowa wersja tego utworu z wydania 12".
- Nagranie 12. („Jump In My Car”) to skrócona wersja albumowa tego utworu, oryginalnie w wersji „maxi” piosenka ta pojawiła się na płycie Catch the Catch.
- Nagranie 14. („I Can Lose My Heart Tonight”) to krótka, singlowa wersja tego utworu z wydania na 7".
- Nagranie 15. („’Cause You Are Young”) to krótka, singlowa wersja tego utworu z wydania na 7".

### Wydanie na płycie winylowej[2]
| Strona A | Strona A                                   | Strona A |
| Nr       | Tytuł utworu                               | Długość  |
| -------- | ------------------------------------------ | -------- |
| 1.       | „Back Seat Of Your Cadillac”               | 3:20     |
| 2.       | „Are You Man Enough”                       | 3:37     |
| 3.       | „Good Guys Only Win In Movies”             | 3:48     |
| 4.       | „Midnight Gambler”                         | 3:32     |
| 5.       | „Baby I Need Your Love”                    | 3:05     |
| 6.       | „House Of Mystic Lights (Radio Swing Mix)” | 3:02     |
| 7.       | „Stangers By Night”                        | 3:43     |
| 8.       | „Heartbreak Hotel”                         | 3:23     |
|          |                                            | 27:30    |

| Strona B | Strona B                      | Strona B |
| Nr       | Tytuł utworu                  | Długość  |
| -------- | ----------------------------- | -------- |
| 1.       | „Soul Survivor”               | 3:23     |
| 2.       | „Heaven And Hell”             | 3:38     |
| 3.       | „Nothing But A Heartache”     | 3:03     |
| 4.       | „Jump In My Car”              | 3:50     |
| 5.       | „Heartbeat City”              | 3:47     |
| 6.       | „I Can Lose My Heart Tonight” | 3:50     |
| 7.       | „’Cause You Are Young”        | 3:30     |
| 8.       | „Summer Kisses”               | 3:42     |
|          |                               | 28:43    |

- Nagrania A1. („Back Seat Of Your Cadillac”), A5. („Baby I Need Your Love”), B3. („Nothing But A Heartache”), B5. („Heartbeat City”) i B8. („Summer Kisses”) to wersje albumowe tych utworów wydane wcześniej na płycie Big Fun.
- Nagranie A2. („Are You Man Enough”) to krótka, singlowa wersja tego utworu z wydania na 7".
- Nagranie A3. („Good Guys Only Win In Movies”) to krótka, singlowa wersja tego utworu z wydania na 7".
- Nagranie A4. („Midnight Gambler”) to wersja krótka tego nagrania z wydania singla „Soul Survivor” na 7".
- Nagranie A6. („House Of Mystic Lights (Radio Swing Mix)”) to jedna z dwóch wersji singlowych tego utworu z wydania na 7".
- Nagranie A7. („Strangers By Night”) to krótka, singlowa wersja tego utworu z wydania na 7".
- Nagrania A8. („Heartbreak Hotel”) i B2. („Heaven And Hell”) to wersje albumowe tych utworów wydane wcześniej na płycie Welcome to the Heartbreak Hotel.
- Nagranie B1. („Soul Survivor”) to krótka, singlowa wersja tego utworu z wydania na 7".
- Nagranie B4. („Jump In My Car”) to skrócona wersja albumowa tego utworu, oryginalnie w wersji „maxi” piosenka ta pojawiła się na płycie Catch the Catch.
- Nagranie B6. („I Can Lose My Heart Tonight”) to krótka, singlowa wersja tego utworu z wydania na 7".
- Nagranie B7. („’Cause You Are Young”) to krótka, singlowa wersja tego utworu z wydania na 7".

## Autorzy[3]
- Muzyka: Dieter Bohlen
- Autor tekstów: Dieter Bohlen
- Śpiew: C.C. Catch
- Producent: Dieter Bohlen
- Aranżacja: Dieter Bohlen
- Współproducent: Luis Rodríguez